# Ángela Serna
Ángela Serna Rodríguez (Salamanca, 1957) es una profesora titular de la Universidad del País Vasco (UPV/EHU), residente en Vitoria.
Estudió en la Universidad de Valladolid, doctorándose con una tesis doctoral sobre “Los procedimientos espaciales en la obra de Gustave Flaubert”. Es directora y editora de la revista TEXTURAS.- Nuevas dimensiones del texto y de la imagen. La revista Texturas fue fundamental en los años noventa aportando nuevas perspectivas culturales en la colaboración entre literatura y creadores contemporáneos. Traductora, poeta, poeta visual y rapsoda. 

## Poemarios publicados
- Vocaníbales / Voyelles cannibales (in Antilogía poética, Arteragin, 1997);
- Poétrica visualizable, Gala Naneres, 1996;
- Alfahar, Pliegos de la visión, n.º 15, Ed. Babilonia, 2001;
- Del otro lado del espejo, (accésit del premio Ciutat de Benicarló 1999), Ed. Grupo poético Espinela, Benicarló, 2000;
- Fases de Tumiluna, Arte Activo, 2002;
- Luego será mañana (en otra habitación), Serna-Basoa, 2006;
- Vecindades del aire, Atte Activo, Colección Menhir, 2006;
- De eternidad en eternidad, Ediciones La Palma, Colec. Ministerio del aire, Madrid, 2006;
- Apuntes para una melodía futura, Ediciones del 4 de agosto, Planeta clandestino n.º 42, Logroño, 2007.
- Variaciones/Variazioni, la stanza del poeta, Gaeta, Italia, 2007.Traducción de Giuseppe Napolitano.
- Pasos.- El sueño de la piedra/ Urrastsak.- Harriaren loa (euskera-español), con traducción de Juan Garzia Garmendia, 2010, Olifante Ediciones de Poesía;

## En antologías
Sus poemas aparecen en numerosas antologías, entre otras:
- Antología de poesía visual española ante el nuevo milenio, Ed. Arteragin, Vitoria, 1999. A cargo de José Carlos Beltrán, con prólogo de Ángela Serna.
- La palabra imaginada (Compendio de poesía visual española), coordinado por Antonio Gómez y Juan Ricardo Montaña, Illmo Ayuntamiento de Don Benito, provincia de Badajoz, abril 1999.
- Poesía visual en España, de Blanca Millán Domínguez, Información y Producciones s.l., Col. Ensayo n.º 2, Madrid 1999.
- Poéticas Visuales, Phayum, col. Candela B, Vinaroz, provincia de Castellón (edición de José-Carlos Beltrán y M.ª Jesús Montía), 2000.
- El color en la poesía visual, José Carlos Beltrán, Colección Iconos, Información y Producciones S.L. Madrid (ISBN 84-89839-08-5)
- Diccionario de autores y obras corona del sur (1965-2000), José SARRIA, Biblioteca fpv, Editorial Corona del Sur, Málaga, 2001. (ISBN 84-95288-76-1)
- Panóptico 2 (mil) + 1.- antología internacional de poesía visual, Francisco Peralto, Corona del Sur, Málaga. 2001.(ISBN 84-95288-94-X)
- 50 escritores vascos y un editor, Elías Amézaga, Hilargi Editorial, Vizcaya, 2001. (ISBN 84-607-3961-9) pp.174-175.
- Cuadernos del matemático: Suplemento “Poesía para ver”. (ISSN 1132-2403)
- Anfora Nova, n.º 49-50, Rute 2002 (pp. 52-53). (ISSN 1135-5816)
- CD-rom. Poesía Visual 2002. Centro de Arte Moderno, Quilmes, Argentina. Realizado por Roberto Mariano Monza.
- Pólvora blanca, antología de poet@s por la paz y contra la guerra, Colectivo abierto de Poetas Cordobesas, Córdoba, 2003 (D.L. CO-1008/03)
- Poesía experimental española (1963-2004) –Antología- , selección y edición de Félix Morales Prado, Clásicos Marenostrum, dirigida por Santos Sanz Villanueva, comunidad de Madrid 2004. (ISBN 84-95509-66-0).
- TO2 o casi TO2, muestra incompleta de poesía visual, experimental y m@il-art en España, Ed. Cer0 a la izquierda, coordinación Julián Alonso. (Dep. Legal: P-31/2004). 200 ejemplares numerados. (168 participantes).
- Poetas españolas de hoy, Cuadernos & Caridemo, n.º 23, Almería,2004. (Dirige José Antonio Santano. ISSN 1697-2120 pp. 23-25, 27.
- CD: “art correu intercultural, mescla de noms, juny 2005”. Coordinado por Raúl Gálvez.
- Prometeo Digital: “Poetas del siglo XXI”.
- Palvreiros. Web Brasil.
- Antología de poesía visual; Víctor Pozanco, Biblioteca CyH Ciencias y Humanidades, Barcelona, 2005.
- Les vacants, antología de textos de donnes del segle XX, de Josefa Contijoch, Col-lecció Palimpsest, MARCH-EDITOR, 2005 (ISBN 84-95608-75-8). Prólogo de Pilar Rahola.
- El verbo descerrajado: Antología de poemas en solidaridad con los presos políticos de Chile, Apostrophes Ediciones, Chile, 2005 (ISBN 956-8230-19-X)
- Final de entrega, antología de poetas contra la violencia de género, Colectivo ediciones/Córdoba, coordinada por Balbina Prior, 2006. ISBN 84-611-0596-6.
- Poesía visual española (antología incompleta). ED. Calambur, Madrid, 2007. Edición a cargo de Alfonso López Gradolí. (ISBN 978-84-8359-004-1).
- V Encuentro nacional de escritores y poetas, Anuesca-El Campello, Universidad de Alicante, Ed. El taller del poeta, Pontevedra, 2007. ISBN 978-84-96572-88-1.
- Interiores, antología 2007. Asociación cultural Myrtos. 2007
- Vida de perros, Edición y prólogo de Diego Marín, Ediciones del 4 de agosto, Logroño. 2007.
- Versos para la libertad. Ed. Corona del Sur. Málaga. p. 61./ 2007 ISBN 978-84-96625-67-9
- Decir que somos lo que somos, colectivo abierto de poetas cordobesas, Córdoba. Edición a cargo de Elena Cobos Ruiz. 2008

## En revistas
Colabora en revistas nacionales e internacionales (en papel y en internet), como Alga, Ágora, Cuadernos del Matemático, Zurgai, Rimbaud-Neruda, Poemaria.com, Lucarne, Mysrtoscultural, etc.

## Traducción
Algunos de sus poemas han sido traducidos al francés, inglés, catalán, italiano.

## Participación
- En 2005 fue invitada al prestigioso festival de poesía “Voix de la Méditerranée” (Lodève, Francia).
- En 2006 a “Rencontres poétiques du Sud” (Frontignan, Francia), al V Festival de poesía del Moncayo (Tarazona, España).
- En 2007 ha participado en el “I Encuentro de poetas”, “el color de las palabras”, en Logroño (España), en el III Agosto clandestino, Logroño (España).
- En 2008 ha participado en el Festival Voci del Mediterraneo (Itri, Gaeta, Formia, Spigno-Saturnia, Castellfranci) en Italia.
- En 2006 fue finalista del III Premio de Poesía Ángel Miguel Pozanco con el poema “Variaciones para un tambor”.
- En 2005 organizó el “VIII Encuentro internacional de mujeres poetas” (Vitoria), en 2003 un Encuentro sobre “Lenguajes artísticos intermedios” (Vitoria), así como cuatro congresos sobre “Escritura creativa” (1996, 1998, 2000, 2002) y numerosos actos relacionados con la poesía y la poesía visual.
- En la actualidad, y desde 2006, coordina las CITAS CON LA POESÍA (encuentros poéticos + recitales + música…) organizadas por la Casa de Cultura de Vitoria (País Vasco).
- Desde enero de 2007 anima un blog de poesía en internet: POESIA DE AYER Y DE HOY] (enlace roto disponible en Internet Archive; véase el historial, la primera versión y la última)..

Como traductora destaca su traducción de Description de san Marco de Michel Butor (Editorial Bassarai, Vitoria, 2000), así como poemas de Amina Saïd, Marie-Claire Bancquart, Jean-Michel Maulpoix, Josyane de Jesus-Bergey, Butor, etc. 
Como rapsoda ha participado en dos CD de poesía en gallego: “Bicos para Rosalía” (poemas de Rosalía de Castro) y “Pensando nelas” (poemas de 20 poetas gallegas contemporáneas) y en numerosos recitales dentro y fuera del País Vasco.
Ha sido Jurado de premios de poesía como el “Ernestina de Champourcín”, entre otros. 
Desde 2005 organiza dos certámenes de poesía en Vitoria (uno para adolescentes y otro para mayores de 55 años). 

## Inéditos
Tiene varios poemarios inéditos:
- La Démesure du cercle/La desmesura del círculo, con ilustraciones gráficas del artista Claude Abad;
- 50 poemas para A(r)MAR ;
- Trampantojo, en colaboración con el artista Juan López de Ael (poesía + fotografía) etc.

## Anexos